# Never Found a Girl
Never Found a Girl  — студійний альбом Едді Флойда, випущений в 1969 році на лейблі Stax Records

## Список композицій
1. «Bring It on Home to Me» (Кук) — 2:29
2. «Never Give You Up» (Ґембл, Хафф, Батлер) — 2:40
3. «Girl I Love You» (Флойд, Ізбелл)) — 3:15
4. «Hobo» (Кроппер, Флойд) — 2:55
5. «I Need a Woman» (Кроппер, Флойд) — 2:13
6. «I've Never Found a Girl» (Ізбелл), Флойд, Букер Т. Джонс) — 2:40
7. «I'll Take Her» (Кроппер, Флойд, Джо Шемвелл) — 2:33
8. «Slip Away» (Вілбур Террелл, Вільям Армстронг, Маркус Деніел) — 3:21
9. «I'm Just the Kind of Fool» (Флойд, Букер Т. Джонс) — 3:13
10. «Water» (Кроппер, Флойд) — 3:03
11. «Sweet Things You Do» (Ізбелл), Флойд, Букер Т. Джонс) — 2:10

## Учасники запису
- Едді Флойд — вокал
- Стів Кроппер — продюсер

### Технічний персонал
- Рон Капоне — інженер
- Роберт Дж. Сміт — фотографія